# Reinhard von Weilnau

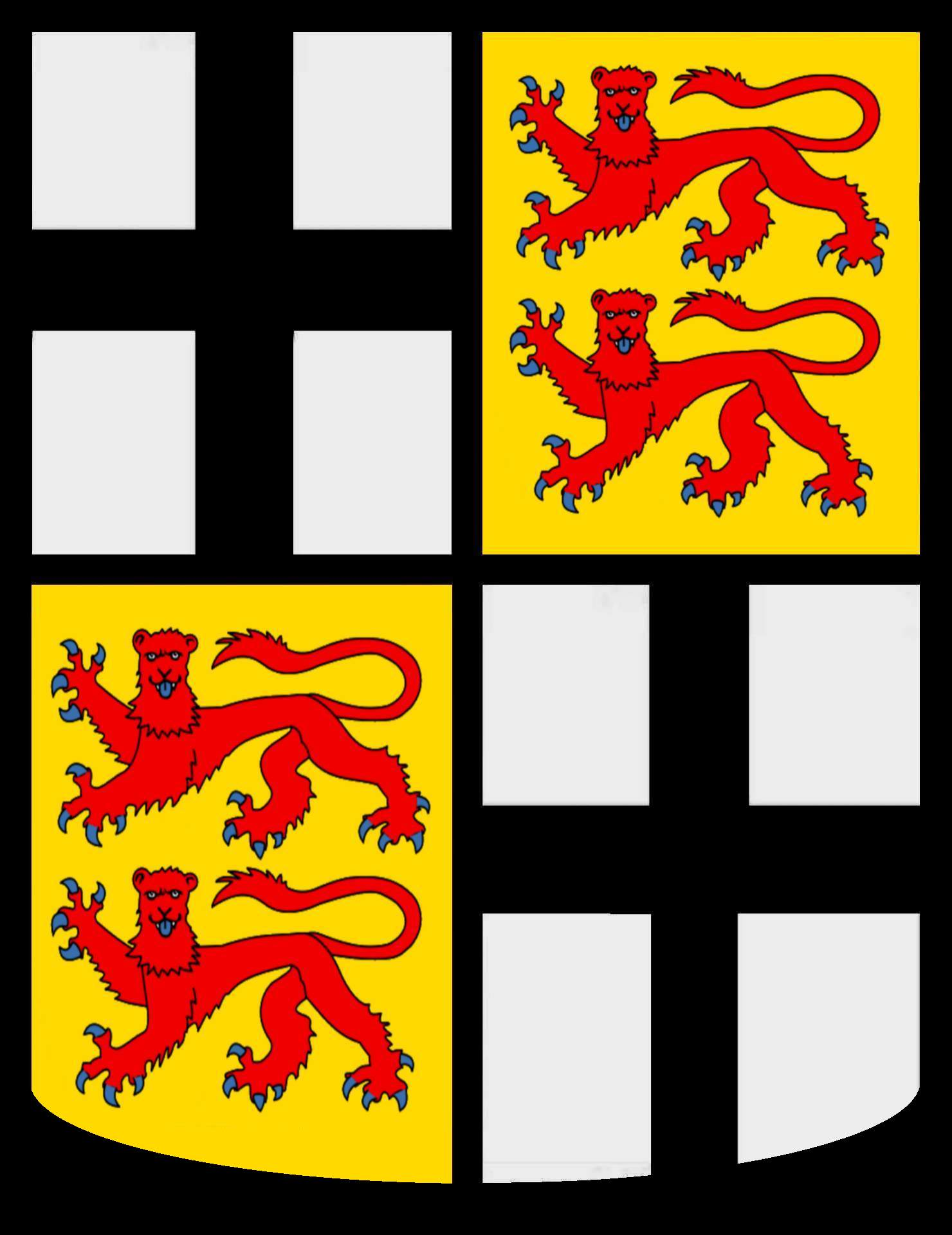
Wappen Reinhard von Weilnau, Fürstabt von Fulda 1449–1472

Reinhard von Weilnau (* 1424; † 1476 in Thulba (Oberthulba)) war 1449 bis 1472 Fürstabt des Hochstifts Fulda.

## Herkunft
Reinhard entstammte einer Nebenlinie der Grafen von Diez. Sein Vater war Heinrich IV. Graf von Diez-Weilnau (* um 1389), seine Mutter, Margareta von Rodenstein (* um 1405). Aus seiner Familie stammten die Fuldaer Fürstäbte Heinrich V. Graf von Weilnau (1288–1313) und Eberhard von Rotenstein (Rodenstein) (1313–1315).

## Leben
Im Jahre 1449 wurde er als Nachfolger Hermanns von Buchenau zum Fürstabt des Reichsklosters Fulda gewählt. Mit Urkunde vom 1. August 1453 bestätigte Kaiser Friedrich III. Reinhard (von Weilnau), Abt von Fulda und Erzkanzler der Kaiserin Leonora, sämtliche Besitzungen, Rechte, Einkünfte, Lehen und Privilegien, insbesondere das Gerichtsprivileg und die Reichsfreiheit. Friedrich verlieh Reinhard die Regalien und trug ihm auf, bis zum kommenden Thomastag (1453 Dezember 29) seinen Eid auf Kaiser und Reich in die Hände des Dietrich Schenk von Erbach, Erzbischof und Kurfürst von  Mainz, abzulegen.
Der Streit, den sein Vorgänger mit dem Landadel der Umgebung geführt hatte, wirkte sich auch auf seine Amtszeit aus. Der Adel im Fuldaer Land stellte Gebietsansprüche. Der Fürstabt griff hart durch; mit Zerstörung der Häuser und Burgen verschaffte er sich Ruhe im Land. In einer Fehde mit den Herren von Ebersberg eroberte er die Feste Ebersburg bei Gersfeld in der Rhön.
Auch der Landgraf von Hessen, Heinrich III., dessen Vater Ludwig I. noch auf der Seite des Fuldaer Fürstbischofs Hermann von Buchenaus stand, besetzte 1467 die fuldische Stadt Geisa. Da ihm die Bürger die Huldigung verweigerten, überzog er das Land mit Brand und Plünderung. Mit Hilfe des Grafen Johann von Henneberg gelang es Fürstabt Reinhard, den Landgrafen zu vertreiben. 1466 vollendete Reinhard den Bau der vor 1430 begonnenen Stadtpfarrkirche von Fulda. 
Am 3. Januar 1469 bekundet Reinhard von Weilnau, dass er seinen Oheim, Graf Johann II. von Henneberg-Schleusingen, mit Zustimmung von Dekan und Konvent zum Hauptmann des Klosters Fulda eingesetzt habe. Es sei vereinbart worden, dass Johann so schnell wie möglich den Papst auf eigene Kosten um Bestätigung bitten solle. Sobald diese in Fulda eintreffe, solle Johann auf alles (Weltliche) verzichten, in den Orden eintreten, den Habit anlegen und dem Abt Gehorsam erweisen. Daraufhin solle er in den Konvent aufgenommen werden. Dekan, Konvent, Ritter und alle anderen, die zum Kloster gehören, sollen dadurch nicht in ihren Freiheiten und Gewohnheiten eingeschränkt werden. Wenn dies alles geschehen sei, sollen Johann die Abtei und die Herrschaft über das Kloster übertragen werden. Ausgenommen seien die Propstei Thulba (Duw), die Kellerei in Hammelburg, die Burg Giesel (Gisela), 300 Gulden aus (Romelsgehaugk) [Römershag ?] und das Silberzeug des Abtes; diese Besitzungen sollen Abt Reinhard auf Lebzeiten zustehen. Reinhard ist niemand verpflichtet, weder dem Abt noch dem Konvent. Er verzichtet auch auf jeden Einfluss und jede Mitsprache, bis auf die Wahl des Abtes und des Dekans. Reinhard versichert, alle Vereinbarungen so einhalten zu wollen, wie er es Johann unter Eid in die Hand versichert hat. Dekan Konrad von Lauberbach (Lauwerbach) und der Konvent von Fulda bekunden ihre Zustimmung zu den Vereinbarungen und versichern, sie einzuhalten. Danach zog sich Reinhard von Weilnau nach Kloster Thulba zurück. Das Kapitel der Reichsabtei wählte 1472 den Koadjutor Henneberg als Johann II. Graf von Henneberg-Schleusingen zum Fürstabt von Fulda.
Altabt Reinhard von Weilnau starb 1476 in Thulba, wurde nach Fulda überführt und dort beigesetzt.